# آی‌ان‌اس شانکوش (اس۴۵)
آی‌ان‌اس شانکوش (اس۴۵) (به انگلیسی: INS Shankush (S45)) یک زیردریایی است که طول آن ۶۴٫۴ متر (۲۱۱ فوت) می‌باشد. این زیردریایی  در سال ۱۹۸۴ ساخته شد.